# Al-Mawasi
Al-Mawasi, en arabe : المواصي, est un village du gouvernorat de Rafah en Palestine. Il est situé le long de la côte sud de la bande de Gaza.
Il s'agit d'une enclave palestinienne d'environ un kilomètre de large et quatorze kilomètres de long qui, avant le plan de désengagement de la bande de Gaza, en 2005, existait à l'intérieur du bloc de colonies israéliennes de Gush Katif.
Selon le recensement du bureau central palestinien des statistiques, la localité compte une population de 4 000 habitants en 2001. Ce sont généralement des agriculteurs.

## Conflit israélo-palestinien
Avec l'implantation de colonies israéliennes dans la bande de Gaza, Al-Mawasi est devenu une enclave ceinturée par l'immense « bloc » de colonies de Goush Katif et de nombreuses troupes israéliennes. Les routes sont souvent bloquées, ce qui empêche les habitants de circuler pour vendre leur production agricole et paralyse l'économie locale. Des attaques de colons contre le village ont été signalées. Les colonies sont évacuées en 2005.

### Guerre de Gaza depuis 2023

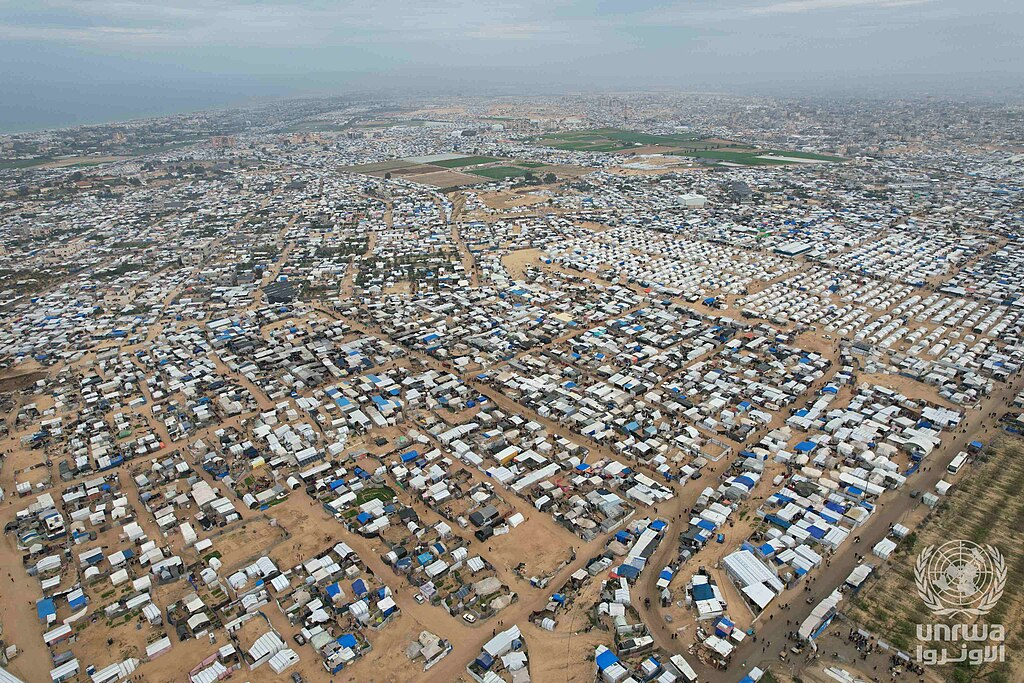
Vue aérienne du camp de déplacés le 22 janvier 2025.

Un bombardement israélien fait au moins 90 morts et 300 blessés à Al-Mawasi le 12 juillet 2024. Dix-sept autres personnes sont tuées dans une frappe ayant visé une station-service à Al-Mawasi le 16 juillet.
Al-Mawasi est massivement bombardé le 9 septembre 2024 par l'armée israélienne. Une quarantaine de personnes sont tuées et une soixantaine blessées,.
Le 3 janvier 2025, 71 personnes sont tuées dans un bombardement israélien sur un secteur qui avait été déclaré « zone humanitaire sûre » par les autorités israéliennes.
Al-Mawasi n'est plus désigné par l'armée israélienne comme une zone humanitaire depuis la rupture du cessez-le-feu en mars 2025. Depuis, Tsahal multiplie les bombardements sur les réfugiés ; au moins 16 personnes, dont plusieurs femmes et enfants, sont notamment tuées lors de frappes dans la nuit du 16 au 17 avril.